# Tênis de mesa nos Jogos Pan-Americanos de 2015 - Equipes masculinas
A competição por equipes masculinas foi um dos eventos do tênis de mesa nos Jogos Pan-Americanos de 2015, em Toronto. Foi disputada no Centro Pan e Parapan-Americano Markham, em Markham entre os dias 19 e 21 de julho.

## Calendário
Horário local (UTC-4).
| Data        | Horário | Fase             |
| ----------- | ------- | ---------------- |
| 19 de julho | 12:30   | Fase de grupos   |
| 20 de julho | 12:00   | Fase de grupos   |
| 20 de julho | 19:00   | Quartas de final |
| 21 de julho | 12:00   | Semifinal        |
| 21 de julho | 19:10   | Final            |

## Medalhistas
|  | BRA Brasil                                    |  | PAR Paraguai                                    |  | CAN Canadá                                        |  | PUR Porto Rico                                |
|  | Hugo Calderano Thiago Monteiro Gustavo Tsuboi |  | Marcelo Aguirre Axel Gavilan Alejandro Toranzos |  | Marko Medjugorak Pierre-Luc Thériault Eugene Wang |  | Brian Afanador Héctor Berríos Daniel González |

## Fase de grupos

### Grupo A
| País                 | J | V | D | PF | PC |
| -------------------- | - | - | - | -- | -- |
| Brasil (BRA)         | 2 | 2 | 0 | 6  | 0  |
| Estados Unidos (USA) | 2 | 1 | 1 | 3  | 5  |
| Equador (ECU)        | 2 | 0 | 2 | 2  | 6  |

### Grupo B
| País           | J | V | D | PF | PC |
| -------------- | - | - | - | -- | -- |
| Paraguai (PAR) | 2 | 1 | 1 | 5  | 4  |
| Chile (CHI)    | 2 | 1 | 1 | 5  | 5  |
| Cuba (CUB)     | 2 | 1 | 1 | 4  | 5  |

### Grupo C
| País                       | J | V | D | PF | PC |
| -------------------------- | - | - | - | -- | -- |
| Argentina (ARG)            | 2 | 2 | 0 | 6  | 2  |
| México (MEX)               | 2 | 1 | 1 | 5  | 5  |
| República Dominicana (DOM) | 2 | 0 | 2 | 3  | 6  |

### Grupo D
| País             | J | V | D | PF | PC |
| ---------------- | - | - | - | -- | -- |
| Porto Rico (PUR) | 2 | 2 | 0 | 6  | 2  |
| Canadá (CAN)     | 2 | 1 | 1 | 5  | 3  |
| Guatemala (GUA)  | 2 | 0 | 2 | 0  | 6  |

## Fase final
|  | Quartas de final | Quartas de final     | Quartas de final | Quartas de final | Quartas de final | Quartas de final | Quartas de final |   |                  | Semifinal | Semifinal | Semifinal | Semifinal | Semifinal | Semifinal | Semifinal |  |  | Final | Final        | Final | Final | Final | Final | Final |
|  |                  |                      |                  |                  |                  |                  |                  |   |                  |           |           |           |           |           |           |           |  |  |       |              |       |       |       |       |       |
|  |                  | Chile (CHI)          | 2                | 1                | 1                |                  |                  |   |                  |           |           |           |           |           |           |           |  |  |       |              |       |       |       |       |       |
|  |                  | Brasil (BRA)         | 3                | 3                | 3                |                  |                  |   |                  |           |           |           |           |           |           |           |  |  |       |              |       |       |       |       |       |
|  |                  | Brasil (BRA)         | 3                | 3                | 3                |                  | Brasil (BRA)     | 3 | 3                | 3         |           |           |           |           |           |           |  |  |       |              |       |       |       |       |       |
|  |                  |                      |                  |                  |                  |                  |                  | 3 | 3                | 3         |           |           |           |           |           |           |  |  |       |              |       |       |       |       |       |
|  |                  |                      | Canadá (CAN)     | 2                | 1                | 0                |                  |   |                  |           |           |           |           |           |           |           |  |  |       |              |       |       |       |       |       |
|  |                  | Argentina (ARG)      | Canadá (CAN)     | 2                | 1                | 0                | 0                | 2 | 2                |           |           |           |           |           |           |           |  |  |       |              |       |       |       |       |       |
|  |                  | Argentina (ARG)      |                  |                  |                  |                  | 0                | 2 | 2                |           |           |           |           |           |           |           |  |  |       |              |       |       |       |       |       |
|  |                  | Canadá (CAN)         | 3                | 3                | 3                |                  |                  |   |                  |           |           |           |           |           |           |           |  |  |       |              |       |       |       |       |       |
|  |                  |                      |                  |                  |                  |                  |                  |   |                  |           |           |           |           |           |           |           |  |  |       | Brasil (BRA) | 3     | 3     | 3     |       |       |
|  |                  |                      |                  | Paraguai (PAR)   | 0                | 0                | 0                |   |                  |           |           |           |           |           |           |           |  |  |       |              |       |       |       |       |       |
|  |                  | Estados Unidos (USA) | 3                | 2                | 2                | 3                | 0                |   |                  |           |           |           |           |           |           |           |  |  |       |              |       |       |       |       |       |
|  |                  | Porto Rico (PUR)     | 2                | 3                | 3                | 0                | 3                |   |                  |           |           |           |           |           |           |           |  |  |       |              |       |       |       |       |       |
|  |                  | Porto Rico (PUR)     | 2                | 3                | 3                | 0                | 3                |   | Porto Rico (PUR) | 1         | 0         | 2         |           |           |           |           |  |  |       |              |       |       |       |       |       |
|  |                  |                      |                  |                  |                  |                  |                  |   | Porto Rico (PUR) | 1         | 0         | 2         |           |           |           |           |  |  |       |              |       |       |       |       |       |
|  |                  |                      | Paraguai (PAR)   | 3                | 3                | 3                |                  |   |                  |           |           |           |           |           |           |           |  |  |       |              |       |       |       |       |       |
|  |                  | Paraguai (PAR)       | Paraguai (PAR)   | 3                | 3                | 3                | 3                | 3 | 3                |           |           |           |           |           |           |           |  |  |       |              |       |       |       |       |       |
|  |                  | Paraguai (PAR)       |                  |                  |                  |                  | 3                | 3 | 3                |           |           |           |           |           |           |           |  |  |       |              |       |       |       |       |       |
|  |                  | México (MEX)         | 1                | 2                | 1                |                  |                  |   |                  |           |           |           |           |           |           |           |  |  |       |              |       |       |       |       |       |

## Classificação final
| Pos.              | Equipe                   | Mesa-tenistas                                     |
| ----------------- | ------------------------ | ------------------------------------------------- |
| Medalha de ouro   | BRA Brasil               | Hugo Calderano Thiago Monteiro Gustavo Tsuboi     |
| Medalha de prata  | PAR Paraguai             | Marcelo Aguirre Axel Gavilan Alejandro Toranzos   |
| Medalha de bronze | CAN Canadá               | Marko Medjugorac Pierre-Luc Thériault Eugene Wang |
| Medalha de bronze | PUR Porto Rico           | Brian Afanador Héctor Berríos Daniel González     |
| 5                 | ARG Argentina            | Gaston Alto Rodrigo Gilabert Pablo Tabachnik      |
| 5                 | CHI Chile                | Gustavo Gómez Manuel Moya Felipe Olivares         |
| 5                 | MEX México               | Miguel Lara Marcos Madrid Ricardo Villa           |
| 5                 | USA Estados Unidos       | Jimmy Butler Kanak Jha Timothy Wang               |
| 9                 | CUB Cuba                 | Jorge Campos Livan Martinez Andy Pereira          |
| 9                 | DOM República Dominicana | Samuel Galvez Emil Santos Isaac Vila              |
| 9                 | ECU Equador              | Geovanny Coello Alberto Mino Rodrigo Tapia        |
| 9                 | GUA Guatemala            | Hector Gatica Heber Moscoso Jose Miguel Ramirez   |